# Little Bird (Annie Lennox)
Little Bird is een nummer van de Schotse zangeres Annie Lennox uit 1993. Het verscheen als dubbele A-kant met het nummer Love Song for a Vampire, als de vijfde single van haar eerste soloalbum Diva.
De tekst gaat over een klein vogeltje dat uit haar nest is gevallen. Nu is het tijd om te zien of ze kan vliegen. Lennox gebruikt dit als metafoor voor het feit dat ze solo ging, na een decennium met haar toenmalige echtgenoot Dave Stewart muziek te hebben gemaakt onder de naam Eurythmics. Het nummer werd in diverse landen een hit. Het bereikte de 3e positie in het Verenigd Koninkrijk. In het Nederlandse taalgebied bereikte het nummer geen hitlijsten.